# Історія Бурштина

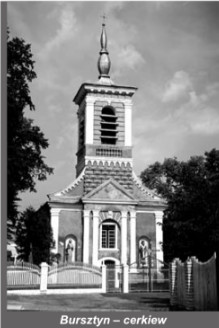
Церква Воздвиження Чесного Хреста, початок середини 20 століття

Бурштин — нині місто обласного значення Івано-Франківської області України має насичену півтисячолітню історію, яка нерозривно пов'язана з історією України, зокрема Галичиною.
Поблизу Бурштина знайдені кам'яні знаряддя доби бронзи, є стародавні кургани.

## Від першої згадки до ХХ століття
Попередником сучасного Бурштина було містечко Нове село. Так, ще на початку XX століття польський історик О. Яблоновський першим висловив припущення про те, що Нове село було матірною осадою Бурштина. В одній зі своїх монографій він писав:
|  | «В північній частині волості галицької, на обшарі дібр, наданих „навічно“ із Конюшками воєводі Миколі Синявському, було Нове село (напевно сьогодні Бурштин)»? |

Вперше в історичних джерелах про Нове село згадується у документах датованих 1436 роком. На той час поселення входило до складу королівського домену, який фактично був власністю держави. Утворився він в процесі приватизації польськими королями колишніх князівських земель і маєтностей опозиційних бояр. Для управління скупченими масивами королівських населених пунктів було створено адміністративно-територіальні органи — староства. Галицьке староство, до складу якого входила Настащинська волость із Новим селом, було закладене у 1378 році.
У галицьких судових книгах Нове село згадується 6 січня 1448 року
У 2-й половині XVI попередник Бурштина належав польському графові Скарбеку. Відомо, що вже 1565 року в Бурштині існувала церква Воздвижения Чесного Хреста. Священик Нового села на той час мав у своєму розпорядженні півлану землі і міг безкоштовно молоти зерно у місцевому млині. Наступна згадка про новосільського душпастиря датується 1578 роком. Королівська люстрація за цей рік подає інформацію про обкладання «руського попа» податком. Ці звістки дозволяють робити припущення, що вже у XVI столітті в Новому селі діяв храм, служитель якого мав певні пільги. Згідно з переказами, перша культова споруда знаходилася в частині міста, званій Острівець, на майдані Пріска.
Львівський дослідник П. Сіреджук у 1981 році в одній із своїх статей писав, що містечко Нове село, перейменовано в Бурштин у 1628 році. Через три роки в публікаціях того ж дослідника з'явилася дата 1596 рік, а ще за якийсь час той же історик зазначав, що Нове село стало Бурштином у 1578 році, проте, дослідник не подав посилання на джерело, тому остання дата викликає сумніви, адже у люстрації Галицького староства за 1578 рік містечко ще іменується Новим селом. Виходячи з цього, за найвірогіднішу дату перейменування слід вважати 1596 рік.
Від 1630 року власником уже Бурштина був магнат Яблоновський. Місто в цей час зазнало руйнацій від татарських набігів, а також внаслідок битви під Бурштином 1629 року між польськими загонами і татарським військом і 1675 року, за часів польсько-турецьких війн.
1668 роком датується згадка про бурштинський храм у історичних джерелах — під час боротьби за єпископську митру між Андрієм Свистільницьким і Йосифом Шумлянським, останній, щоб заручитися підтримкою рядового духовенства, їздив по містах і селах Галичини, проводячи зі священиками відповідні бесіди. Двічі в тому році — 20 лютого і 26 вересня — він побував власне в Бурштині. Під час цих візитів майбутній єпископ якраз і освятив храм і рукопоклав його пресвітера. На жаль, документи не повідомляють який титул мала церква, посвячена єпископом, і кого саме призначив владика бурштинським парохом.
У 1700 році Йосип Шумлянський перевів Галицько-Львівську єпархію на унію, Бурштинська церква також відтоді стала греко-католицькою.
У 1730—50-х роках місцеві жителі брали участь у русі опришків.
2-а половина XIX століття позначена в Бурштині піднесенням національної свідомості українців та культурним розвоєм. Так, у 1849 році була відкрита однокласна народна школа, 1898 року — чотирикласна школа (від 1909 року — п'ятикласна).

## Бурштин у ХХ столітті і за сучасності
Бурштинці, очевидно, брали участь у Першій світовій війні.
1 листопада 1918 року в Бурштині, як і по всій Галичині, українці взяли владу у свої руки. Колишні офіцери австрійської армії та січових стрільців, очолювані сотником Степаном Николайком, сином Дмитра, перебрали під свій контроль найважливіші комунікації та відділок поліції й проголосили створення в місті повітового уряду. Бурштин на півроку став центром однойменного повіту. До складу уряду, зокрема, увійшли:
- Степан Воркун (повітовий комісар);
- о. Євстахій Теодорович (керуючий справами комісаріату);
- Роман Романек (начальник фінансової охорони);
- Василь Мигас (міський комісар);
- Іван Скасків (начальник податкової інспекції);
- Михайло Костик (комісар земельних справ);
- Дмитро Николайко (начальник міліції).

Після створення на місцях української влади розпочалося формування Української галицької армії, зародком якої стали підрозділи УСС і українські відділи австро-угорської армії.
Для Бурштина воєнний бурелом закінчився у 1920 році. Відразу після припинення військових дій бурштинці, що втратили свої житла і ховалися від негоди у землянках, кинулися розбирати руїни і будувати такі-сякі тимчасові помешкання — халупи та сараї. Ще під час війни одна з окупаційних армій звела тимчасові бараки, де тепер тулилася частина бездомних жителів, а також підліковувалися поранені вояки. Тіснява та відсутність належних санітарних умов проживання спричинили спалах інфекційних хвороб — холери, тифу, іспанки (грипу), їхнє поширення могло ще більше ускладнити незавидне становище міського уряду, який, до того ж, не мав де розмістити державні установи й організації. Більшість колишніх будинків, які їм належали, чорніли попелищем. Тому відновлення дуже зруйнованого війною населеного пункту бурштинський магістрат розпочав уже в 1920 році. В одному з листів до львівської окружної дирекції громадських робіт бурмістр писав:
|  | Місто Бурштин, повіт Рогатин, зруйноване й спалене російським військом у 1914—1915 роках. Подальші події завдали великої шкоди ґмінному майну й майну приватних осіб |

Зі зміною геополітичної ситуації в Європі Бурштин від 1939 року — у складі УРСР. Від 1940 року (і аж до 1962 року) Бурштин був районним центром.
У роки Другої світової війни Бурштин був окупований німецькими військами від 4 серпня 1941 року 26 серпня 1944 року, у цей же час у околицях міста діяли загони національної самооборони УПА. З приходом у місто вояків Радянської армії війна для бурштинців не припинилася, адже настав трагічний період безправ'я, репресій, голоду й розрухи.
У перші роки після ІІ Світової війни Бурштин нагадував не містечко, а радше згорьоване й напівзруйноване село. Розпочинати відбудову народного господарства нова влада вирішила з наведення порядку, відразу наштовхнувшись на впертий опір місцевого населення.
Фактичним керівником Бурштинського району протягом одинадцяти років (1950—61) був перший секретар райкому партії російський ставленик Олексій Іванов — він встановив на всіх підприємствах району сувору дисципліну. Виконавча влада в районі була зосереджена в руках голови райвиконкому: на цій посаді в описуваний період працювали покутянин Макар Букатчук, а після нього — уродженець Бурштина Микола Шпак. Саме їм, разом із головами селищної ради В. Кобелем (1947), П. Кобелем (1948), П. Чорнопиською (1951) доводилося вирішувати більшість питань пов'язаних із відбудовою промислових об'єктів, зруйнованих під час війни. Проблемами внутрішнього життя району займалася районна рада. Депутатський корпус Бурштинської райради був невеликим. До 1954 року він становив 27 депутатів, а через рік збільшився до 35 народних обранців.

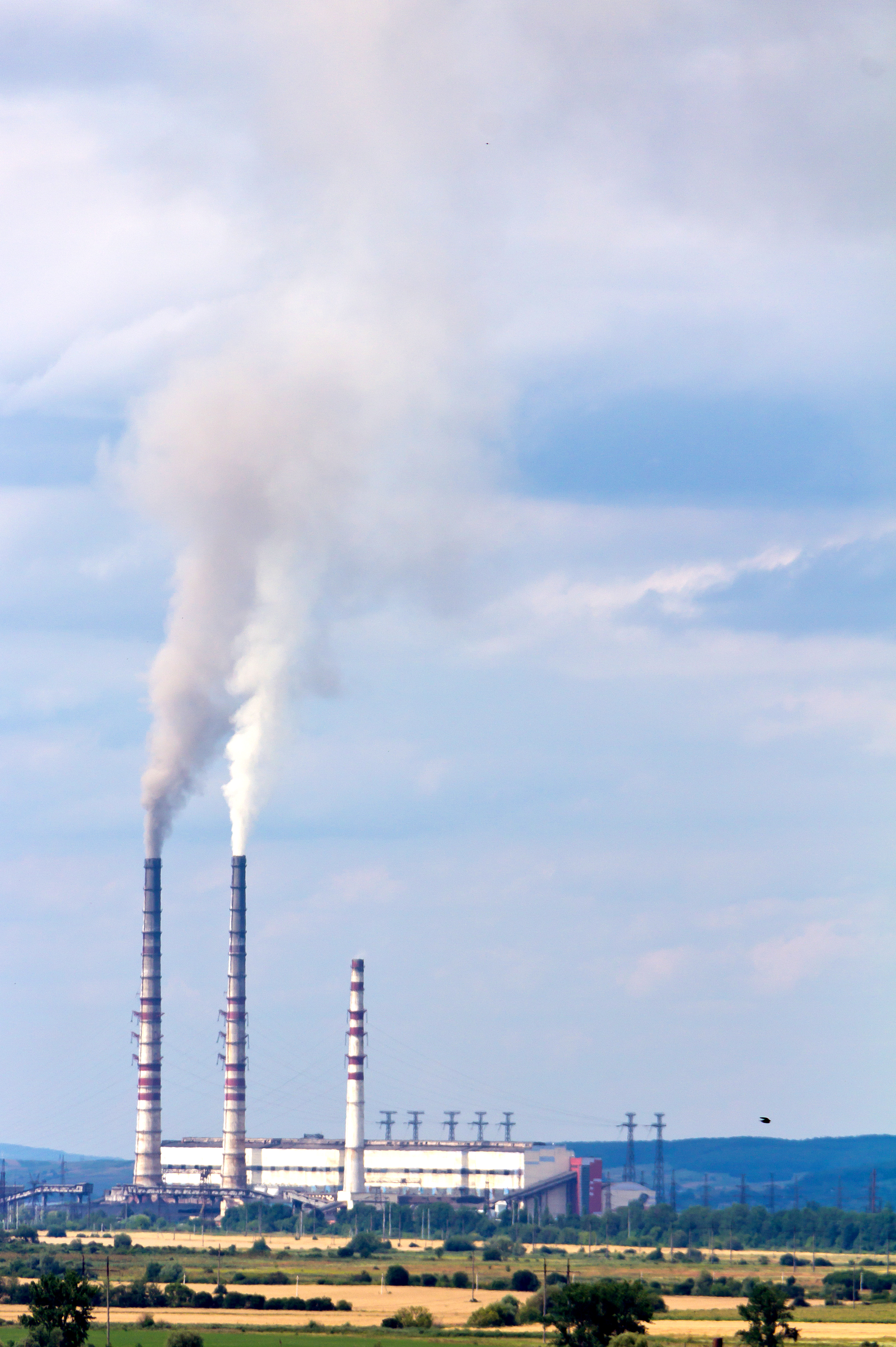
Труби Бурштинської ТЕС (сучасний вигляд)

У 1951 році в Бурштині почала давати струм селищна електростанція. Невелика сітка електромережі на той час вже існувала. По ній у невеликих обсягах струм передавався від електростанцій із сусідніх районів. Прокладена ще поляками електромережа потребувала ґрунтовного ремонту, тому було ухвалено рішення про встановлення електроліній нового зразка. Монтування їх тривало майже десять років (1950—60). А у 1965—69 роках були запущені 12 енергоблоків Бурштинської ТЕС, що зробило її найбільшою теплоелектростанцією у Західній Україні, а також стало передумовою зростання й розвитку Бурштина.
Відтак у 1970-ті селище вдвічі збільшило свою територію і втричі кількість населення. Фінансові вливання «з центру» дозволили відродити колишні організації й установи, одночасно були створені нові підприємства. Кардинальних змін зазнала інфраструктура.
Однак уже в 1980-x роках інтерес столичного керівництва до Бурштинської ДРЕС згас, внаслідок чого припинилося фінансування недобудованих об'єктів.
Кризові явища в економіці 1990-х років позначились негативно і на Бурштині, однак нове переосмислення необхідності енергоносіїв для української економіки визначили затребуваність у Бурштинській ТЕС, яка лишилась діючою і бюджетоутворючою. У ці ж роки незалежності України, зокрема 1993-го Бурштинові був повернутий статус міста.
Нині (2000-ні) завдяки вдалому географічному розташуванню 2-3 енергоблоки Бурштинської ТЕС постійно працюють на експорт.

## Юдеї в Бурштині

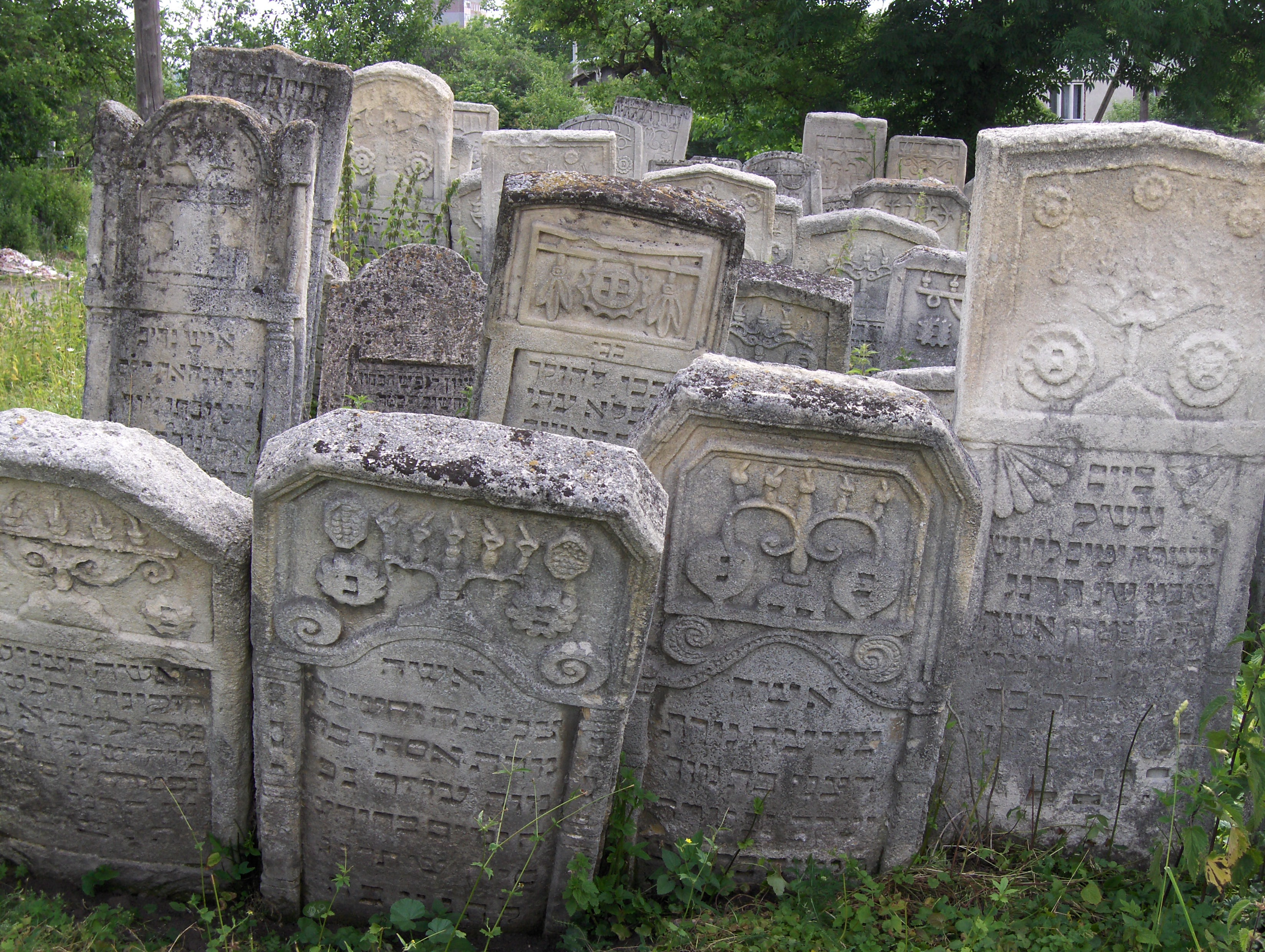
Старе єврейське кладовище в Бурштині

Юдейська релігійна громада Бурштина утворилася відразу після масового заселення містечка євреями у середині XVIII ст. До цього в містечку проживало біля десяти євреїв, переважно орендарів корчем, заїзджих дворів та лавок. Власники населеного пункту нерідко зверталися до нащадків дітей Ізраїля за допомогою в посередництві при проведенні торгово-фінансових операцій. Так, у 1628 р. Миколай Сенявський доручив збирати податки із бурштинських міщан євреєві Яцкові. Приязно ставився до прихильників «Старого завіту» і Павел Бенуа. Чимало євреїв перебувало у цього на службі. Масово послуги жидівських лихварів використовувала Юлія Жевуська. Після проголошення у Польщі торгівлі і підприємництва заняттями недостойними знатних станів, євреї стали відігравати в цих сферах головні ролі, стаючи маклерами земельної шляхти, внаслідок чого накопичили великі капітали.
Верховним наставником усіх євреїв Галичини якийсь час був рабин Бучацький. Першим і найвідомішим рабином бурштинського кагалу був Гершко Носинович (він же барон Гірш). На його кошти у другій половині XVIII ст. зведено в Бурштині першу єврейську культову споруду. У XIX ст. її кілька разів перебудовували. Муровану синагогу бурштинські євреї побудували вже на поч. XX ст. У 1920 р. у ній виникла велика пожежа, яка знищила молитовні книги та деякий інший інвентар. Остаточно Юдейська громада містечка розпалася після вивезення в 1942—1943 pp. в гетто і розстрілу майже всіх бурштинських євреїв.
Набагато більших репресій, ніж поляки та українці, в роки окупації зазнавали євреї, для яких у великих повітових містах створювалися своєрідні «табори смерті». У жовтні 1942 р. майже всіх бурштинських євреїв, а це близько 1700 осіб було зібрано на околиці містечка, біля мосту через Гнилу Липу, а згодом вивезено в гетто неподалік від Рогатина. Більшість із них там розстріляли, а тих, що залишилися депортували до Белзця. Після цієї «чистки» єврейська громада у Бурштині перестала існувати. Окремих євреїв врятували від смерті, ризикуючи власним життям, українці. Зокрема, під час полювання на євреїв місцевим жителям вдалося довший час переховувати лікаря-єврея Доринера Шумера.
У 50-60-х роках синагогу стали використовувати як поліклініку шкірно-венерологічного диспансеру. Зараз про проживання в містечку великої кількості євреїв нагадує тільки запущений старий цвинтар.